# Sør-Spitsbergen-Nationalpark
Der Sør-Spitsbergen-Nationalpark (norwegisch Sør-Spitsbergen nasjonalpark) ist ein 13.286 km² großer Nationalpark auf der norwegischen Insel Spitzbergen. Der Nationalpark umfasst 5.029 km² Festland und 8.257 km² Meeresfläche. Der Park ist einer von sieben Nationalparks auf Spitzbergen.
Er wurde 1973 gegründet. Die Landschaft zeichnet sich durch markante spitze Felsformationen aus. Der Hornsund-Fjord ist ein wichtiger Lebensraum für Eisbären.
Das südliche Drittel des Nationalparks wird vom Sørkapp Land eingenommen.

## Bildergalerie

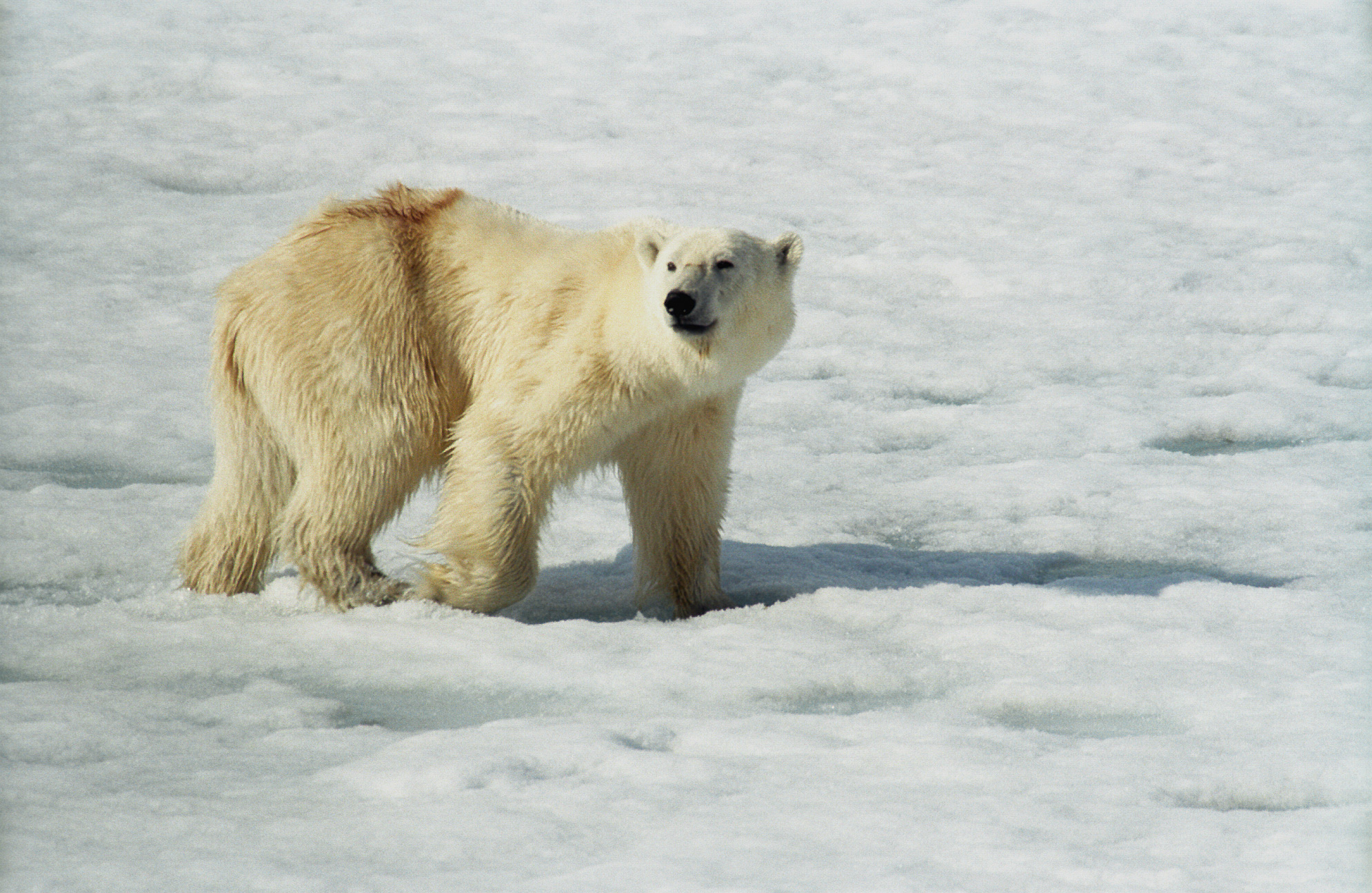
Eisbär am Hornsund
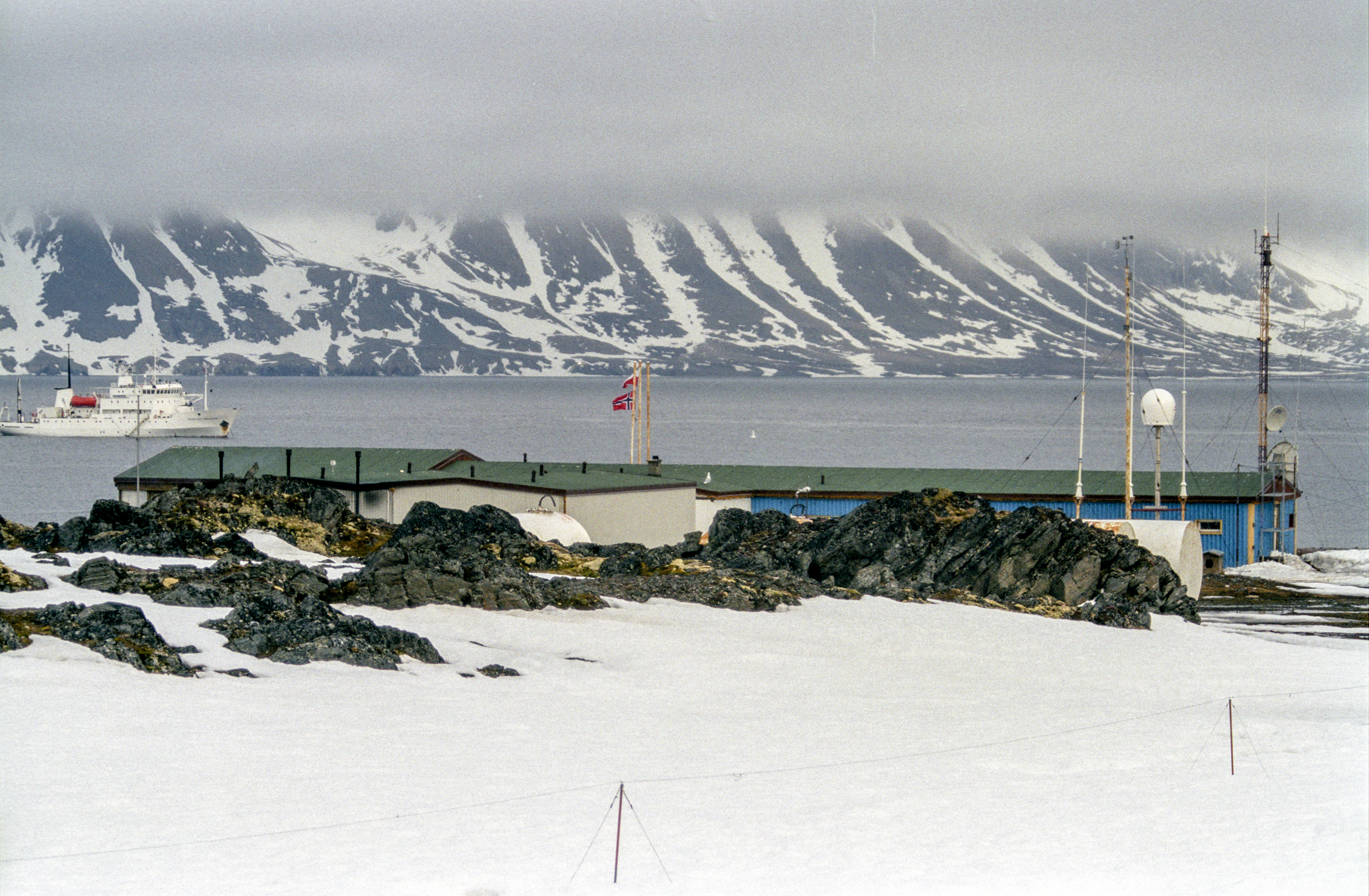
Polnische Forschungsstation am Hornsund
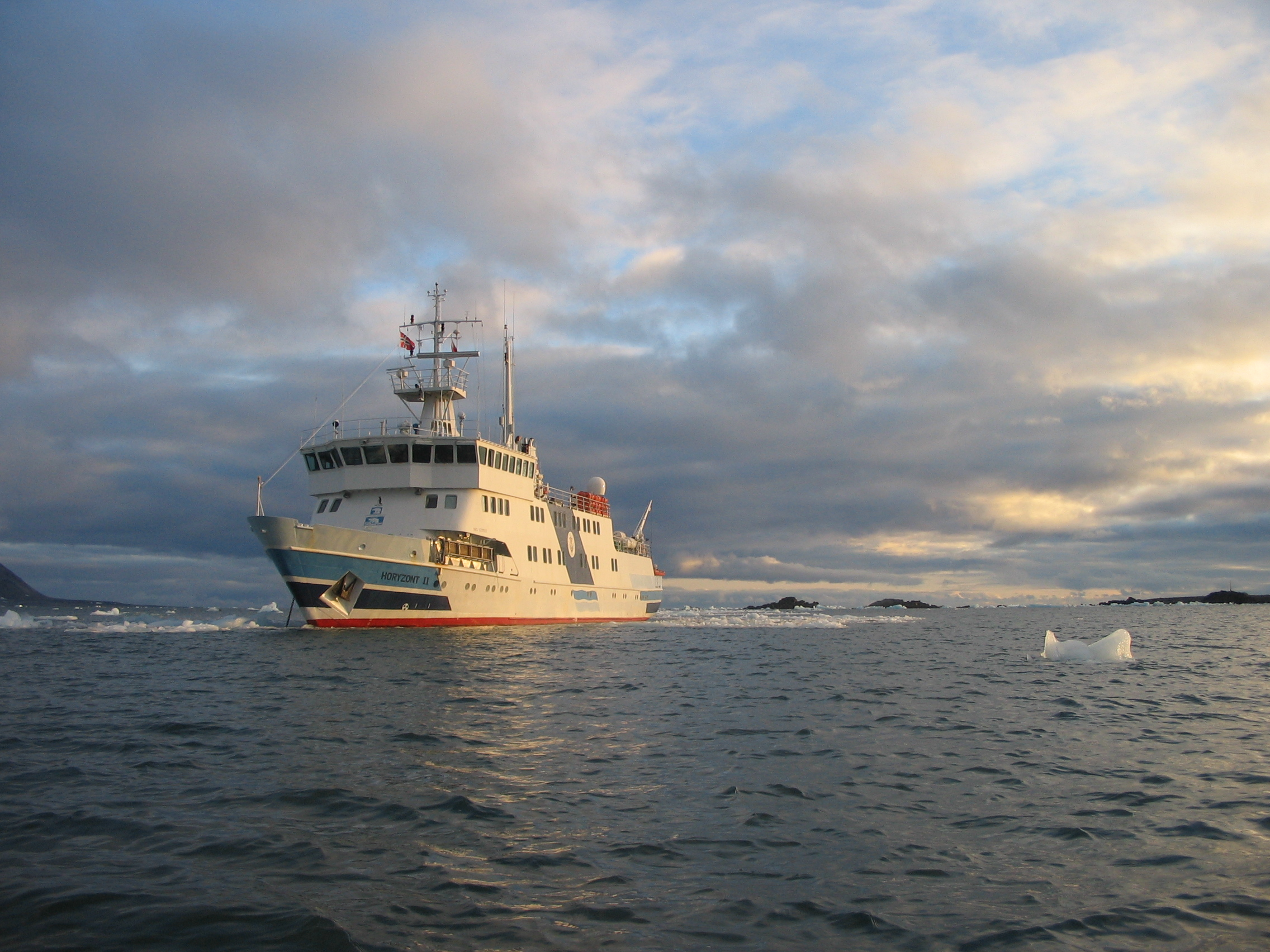
Horyzont II bei Isbjørnhamna